# Prix Toirac
Le prix Toirac, décerné par l'Académie Française, est un prix de littérature et de philosophie.
Créé en 1891, ce prix annuel est décerné à l'auteur de la meilleure comédie en vers ou en prose jouée au Théâtre Français dans le courant de l'année précédente.
Ce prix a été créé à la suite d'un legs du docteur Toirac à l'Académie Française, inscrit dans son testament daté du 30 juillet 1857.

## Liste des  lauréats du prix Toirac
| Année | Lauréat                                                    | Œuvre primée                                                          |
| ----- | ---------------------------------------------------------- | --------------------------------------------------------------------- |
| 1891  | Henri Lavedan                                              | Une famille                                                           |
| 1892  | Armand Silvestre Eugène Morand                             | Griselidis                                                            |
| 1893  | Jean Richepin Albert Soubies Georges Monval                | Par le Glaive Almanach des spectacles Lettres de Adrienne le Couvreur |
| 1894  | Alexandre Parodi                                           | La Reine Juana                                                        |
| 1895  | Edmond Rostand                                             | Les Romanesques                                                       |
| 1896  | Paul Hervieu                                               | Les Tenailles                                                         |
| 1897  | Eugène Brieux Albert Soubies                               | L'Évasion La Comédie-Française depuis l'époque romantique (1825-1894) |
| 1898  | Jules Case                                                 | La Vassale                                                            |
| 1899  | Paul Meurice                                               | Struensée                                                             |
| 1900  | Gaston Devore                                              | La conscience de l'enfant                                             |
| 1901  | Georges Rivollet                                           | Alkestis                                                              |
| 1902  | Gustave Guiche                                             | Le nuage                                                              |
| 1903  | Maurice Donnay                                             | L'autre danger                                                        |
| 1905  | Alfred Capus Marcel Prévost                                | Notre jeunesse La plus faible                                         |
| 1906  | Jean Richepin                                              | Don Quichotte                                                         |
| 1907  | Maurice Donnay                                             | Paraître                                                              |
| 1908  | Robert de Flers Gaston de Cavaillet                        | L'amour veille                                                        |
| 1909  | André Rivoire                                              | Le roi Dagobert                                                       |
| 1910  | Pierre Berton                                              | La rencontre                                                          |
| 1911  | Miguel Zamacoïs                                            |                                                                       |
| 1912  | Robert de Flers Gaston de Cavaillet                        | Primerose                                                             |
| 1914  | Alfred Poizat Gustave Guiches                              | Sophonisbe Vouloir                                                    |
| 1916  | Gaston de Bar Adrien Bertrand                              | Pour l'ensemble de son oeuvre La nouvelle Bérénice                    |
| 1918  | Ernest Jaubert Eugène-Charles-Joseph Silvain Alfred Poizat | Andromaque et Pélée Electre                                           |
| 1919  | Marcel Girette                                             | Le joueur d'illusion                                                  |
| 1920  | André Rivoire                                              | Le sourire du faune                                                   |
| 1921  | Maurice Magre                                              | La mort enchaînée                                                     |
| 1922  | Paul Géraldy                                               | Aimer                                                                 |
| 1924  | Louis Geandreau Louis Guillot de Saix                      | Jean de la Fontaine ou le Distrait volontaire                         |
| 1925  | Edmond Sée                                                 | La dépositaire                                                        |
| 1926  | Tristan Bernard                                            | L'École des quinquagénaires                                           |
| 1928  | Lucien Besnard                                             | Le cœur partagé                                                       |
| 1929  | Martial Piéchaud                                           | Le Quatrième                                                          |
| 1931  | Charles Vildrac                                            | La Brouille                                                           |
| 1932  | Saint-Georges de Bouhélier                                 | Le sang de Danton                                                     |
| 1933  | Paul Géraldy                                               | Christine                                                             |
| 1935  | Anne Valray                                                | Tante Marie                                                           |
| 1939  | Jean Giraudoux                                             | Pour l'ensemble de son œuvre                                          |
| 1943  | André de Peretti della Rocca                               | La Légende du Chevalier Géraud                                        |
| 1959  | Edmond Sée                                                 | Pour l'ensemble de son œuvre                                          |
| 1966  | Jean Pomier                                                | Pour l'ensemble de son œuvre                                          |